# Williamsburg (Florida)
Williamsburg ist ein census-designated place (CDP) im Orange County im US-Bundesstaat Florida. Das U.S. Census Bureau hat bei der Volkszählung 2020 eine Einwohnerzahl von 7.908 ermittelt.

## Geographie
Williamsburg liegt etwa 10 km südlich von Orlando. Der CDP wird vom International Drive sowie vom Martin Andersen Beachline Expressway (SR 528, mautpflichtig) durchquert bzw. tangiert.

## Demographische Daten
Laut der Volkszählung 2010 verteilten sich die damaligen 7646 Einwohner auf 3950 Haushalte. Die Bevölkerungsdichte lag bei 804,8 Einw./km². 82,6 % der Bevölkerung bezeichneten sich als Weiße, 4,0 % als Afroamerikaner, 0,2 % als Indianer und 6,4 % als Asian Americans. 3,6 % gaben die Angehörigkeit zu einer anderen Ethnie und 3,2 % zu mehreren Ethnien an. 17,2 % der Bevölkerung bestand aus Hispanics oder Latinos.
Im Jahr 2010 lebten in 20,0 % aller Haushalte Kinder unter 18 Jahren sowie 35,2 % aller Haushalte Personen mit mindestens 65 Jahren. 60,0 % der Haushalte waren Familienhaushalte (bestehend aus verheirateten Paaren mit oder ohne Nachkommen bzw. einem Elternteil mit Nachkomme). Die durchschnittliche Größe eines Haushalts lag bei 2,22 Personen und die durchschnittliche Familiengröße bei 2,71 Personen.
16,0 % der Bevölkerung waren jünger als 20 Jahre, 26,1 % waren 20 bis 39 Jahre alt, 29,6 % waren 40 bis 59 Jahre alt und 28,3 % waren mindestens 60 Jahre alt. Das mittlere Alter betrug 45 Jahre. 48,2 % der Bevölkerung waren männlich und 51,8 % weiblich.
Das durchschnittliche Jahreseinkommen lag bei 49.323 $, dabei lebten 9,2 % der Bevölkerung unter der Armutsgrenze.
Im Jahr 2000 war Englisch die Muttersprache von 82,61 % der Bevölkerung, Spanisch sprachen 8,94 % und 8,45 % hatten eine andere Muttersprache.